# Галаванова, Нина Андреевна
Нина Андреевна Галаванова, псевдоним — Нига (осет. Галуанты Нинӕ, 20 ноября 1915 года, село Бежантикау, Тифлисская губерния, Российская империя — 1994 года, Цхинвал, Юго-Осетинская автономная область, Грузинская ССР) — юго-осетинская писательница, поэт, переводчик и педагог. Первая в истории осетинская советская женщина-писатель. Заслуженный педагог Грузинской ССР.

## Биография
Родилась 20 ноября 1915 года в крестьянской семье в грузинском селе Бежанаанткари, Тифлисская губерния. После смерти матери воспитывалась родственниками. В девятилетнем возрасте поступила в первый класс Дзауской начальной школы. С 1926 года обучалась в цхинвальской школе крестьянской молодёжи. В 1929 году вступила в ВЛКСМ. В 1932 году окончила Цхинвальский педагогический техникум и в 1936 году — Юго-Осетинский педагогический институт (сегодня — Юго-Осетинский государственный университет). Работала библиотекарем в Цхинвальском педагогическом техникуме. Позднее была назначена на должность в органы народного просвещения. Работала заведующей отделом культуры газеты «Хурзӕрин». В 1934 году принята в Союз писателей СССР.
Её основной деятельностью была педагогика. С 1936 года преподавала осетинский язык и литературу в средней школе № 5 и с 1941 года — в средней школе № 2 в Цхинвале. В 1944 году вступила в КПСС. С 1945 года по 1960 год преподавала в педагогическом техникуме. С 1960 года до своей кончины в 1994 году преподавала на факультете педагогики и методики начального образования в Юго-Осетинском педагогическом институте. В 1957 году окончила Высшие курсы при Литературном институте имени Максима Горького. В 1969 году получила научное звание доцента кафедры «Начальное образование» Юго-Осетинского педагогического института.
Скончалась в 1994 году в Цхинвале.

## Творчество
Издала более двадцати отдельных книг. Будучи школьницей, написала свой первый рассказ «Весна». Свои первые стихотворения опубликовала в 1930 году в областной газете «Мах фӕлтӕ» (Наше поколение). Печатала свои произведения на страницах литературного журнала «Фидиуӕг». В 1933 году вышла её первый поэтический сборник «Дуджы уылӕнтӕ» (Волны эпохи). В 1936 году издала прозу «Фыстӕг Германмӕ» (Письмо в Германию). В 1941 году в печать вышла её проза «Мады хъӕлӕс» (Голос матери). В 1963 году выпустила прозаическую книгу «Хӕс» (Долг) и в 1965 и 1971 годах — романы «Дыууаӕ дзӕнгӕрӕджы» (Два звонка) и «Дыууаӕ рӕдыды» (Две ошибки).
Переводила на осетинский язык произведения Льва Толстого, Ивана Франко и других классиков мировой литературы.

## Награды
- Медаль «За доблестный труд в Великой Отечественной войне 1941—1945 гг.» (1946)
- Почётная грамота Верховного Совета Грузинский ССР (1961)
- Почётная грамота исполкома Совета народных депутатов Юго-Осетинской автономной области (1965)
- Заслуженный учитель Грузинской ССР (1965)
- Медаль «В ознаменование 100-летия со дня рождения Владимира Ильича Ленина» (1970)
- Орден «Знак Почёта» (1976)